# Stemmi ed emblemi degli Stati americani
Questa è una lista degli stemmi e degli emblemi degli Stati delle Americhe.

## Stati indipendenti
| Nazione                   | Stemma | Motto | Articolo                            |
| ------------------------- | ------ | --- | ----------------------------------- |
| Antigua e Barbuda         |        | Each Endeavouring, All Achieving (Inglese) Ognuno (da solo) si sforza, tutti (insieme) si raggiunge                                                  | Stemma di Antigua e Barbuda         |
| Argentina                 |        | En unión y libertad (Spagnolo) In unione e libertà                                                                                                   | Stemma dell'Argentina               |
| Bahamas                   |        | Forward, Upward, Onward Together (Inglese) (Sempre) avanti, verso l'alto, in cammino insieme                                                         | Stemma delle Bahamas                |
| Barbados                  |        | Pride and Industry (Inglese) Orgoglio e laboriosità                                                                                                  | Stemma di Barbados                  |
| Belize                    |        | Sub Umbra Floreo (Latino) Prospero sotto l'ombra | Stemma del Belize                   |
| Bolivia                   |        | La unión es la fuerza (Spagnolo) L'unione fa la forza                                                                                                | Stemma della Bolivia                |
| Brasile                   |        | Ordem e Progresso (Portoghese) Ordine e Progresso | Stemma del Brasile                  |
| Canada                    |        | A mari usque ad mare (Latino) Dal mare fino al mare                                                                                                  | Stemma del Canada                   |
| Cile                      |        | Por la razón o la fuerza (Spagnolo) Per la ragione o la forza                                                                                        | Stemma del Cile                     |
| Colombia                  |        | Libertad y Orden (Spagnolo) Libertà e Ordine | Stemma della Colombia               |
| Costa Rica                |        | ¡Vivan siempre el trabajo y la paz! (Spagnolo) Viva sempre il lavoro e la pace!                                                                      | Stemma della Costa Rica             |
| Cuba                      |        | Patria y Libertad (Spagnolo) Patria e Libertà | Stemma di Cuba                      |
| Dominica                  |        | Après Bondie, C'est La Ter (francese) dopo il Buon Dio la Terra                                                                                      | Stemma della Dominica               |
| Ecuador                   |        | Dios, patria y libertad (Spagnolo) Dio, patria e libertà                                                                                             | Stemma dell'Ecuador                 |
| El Salvador               |        | Dios, Unión, Libertad (Spagnolo) Dio, Unione, Libertà                                                                                                | Stemma di El Salvador               |
| Grenada                   |        | Ever conscious of God we aspire, build and advance as one people (Inglese) Sempre coscienti di Dio aspiriamo, costruiamo ed avanziamo come un popolo | Stemma di Grenada                   |
| Guatemala                 |        | El País de la Eterna Primavera (Spagnolo) Il Paese dall'eterna primavera                                                                             | Stemma del Guatemala                |
| Guyana                    |        | One People, One Nation, One Destiny (Inglese) Un popolo, una nazione, un destino                                                                     | Stemma della Guyana                 |
| Haiti                     |        | L'Union fait la force | Stemma di Haiti                     |
| Honduras                  |        | Libre, soberana e independiente (Spagnolo) Libera, sovrana e indipendente                                                                            | Stemma dell'Honduras                |
| Giamaica                  |        | Out of Many One People (Inglese) Da molti, un popolo                                                                                                 | Stemma della Giamaica               |
| Messico                   |        | Nessuno | Stemma del Messico                  |
| Nicaragua                 |        | En Dios Confiamos (Spagnolo) In Dio confidiamo | Stemma del Nicaragua                |
| Panama                    |        | Pro Mundi Beneficio (Latino) Per il Bene del Mondo                                                                                                   | Stemma di Panama                    |
| Paraguay                  |        | Paz y Justicia (Spagnolo) Pace e Giustizia | Stemma del Paraguay                 |
| Perù                      |        | Firme y Feliz por la Unión (Spagnolo) Saldo e Felice per l'Unione                                                                                    | Stemma del Perù                     |
| Repubblica Dominicana     |        | Dios, Patria, Libertad (Spagnolo) Dio, Patria, Libertà                                                                                               | Stemma della Repubblica Dominicana  |
| Saint Lucia               |        | The Land, The People, The Light (Inglese) La terra, il popolo, la luce                                                                               | Stemma di Saint Lucia               |
| Saint Kitts e Nevis       |        | Country Above Self (Inglese) Il Paese sopra l'Individuo                                                                                              | Stemma di Saint Kitts e Nevis       |
| Saint Vincent e Grenadine |        | Pax et justitia (Latino) Pace e Giustizia | Stemma di Saint Vincent e Grenadine |
| Suriname                  |        | Justitia - Pietas - Fides (Latino) Giustizia - Devozione - Fiducia                                                                                   | Stemma del Suriname                 |
| Stati Uniti d'America     |        | In God we trust (Inglese) Confidiamo in Dio | Stemma degli Stati Uniti d'America  |
| Uruguay                   |        | Libertad o Muerte (Spagnolo) Libertà o Morte | Stemma dell'Uruguay                 |
| Venezuela                 |        | Nessuno | Stemma del Venezuela                |

## Altre entità politiche
| Nazione                                                                | Stemma | Motto                                                                                               | Articolo                                               |
| ---------------------------------------------------------------------- | ------ | --------------------------------------------------------------------------------------------------- | ------------------------------------------------------ |
| Anguilla (dipendente dal Regno Unito)                                  |        | Strength and Endurance (Inglese) Forza e resistenza                                                 | Stemma di Anguilla                                     |
| Aruba (dipendente dal Regno dei Paesi Bassi)                           |        | Nessuno                                                                                             | Stemma di Aruba                                        |
| Bermuda (dipendente dal Regno Unito)                                   |        | Quo fata ferunt (Latino) Dove il destino ci porterà                                                 | Stemma di Bermuda                                      |
| Isole Cayman (dipendente dal Regno Unito)                              |        | He hath founded it upon the seas (Inglese) Egli l'ha creato sopra i mari                            | Stemma delle Isole Cayman                              |
| Curaçao (dipendente dal Regno dei Paesi Bassi)                         |        | Nessuno                                                                                             | Stemma di Curaçao                                      |
| Isole Falkland (dipendente dal Regno Unito)                            |        | Desire the right (Inglese) Desideriamo il giusto                                                    | Stemma delle Isole Falkland                            |
| Georgia del Sud e Isole Sandwich Australi (dipendente dal Regno Unito) |        | Leo terram propriam protegat (Latino) Il leone protegge la sua terra                                | Stemma della Georgia del Sud e Isole Sandwich Australi |
| Groenlandia (dipendente dalla Danimarca)                               |        | Nessuno                                                                                             | Stemma della Groenlandia                               |
| Guadalupa (Francia)                                                    |        | Nessuno                                                                                             | Stemma della Guadalupa                                 |
| Guyana francese (Francia)                                              |        | Nessuno                                                                                             | Stemma della Guyana francese                           |
| Martinica (Francia)                                                    |        | Nessuno                                                                                             | Stemma della Martinica                                 |
| Montserrat (dipendente dal Regno Unito)                                |        | Each Endeavouring, All Achieving (Inglese) Ognuno (da solo) si sforza, tutti (insieme) si raggiunge | Stemma di Montserrat                                   |
| Porto Rico (dipendente dagli Stati Uniti d'America)                    |        | Joannes Est Nomen Ejus (Latino) Giovanni è il suo nome                                              | Stemma di Porto Rico                                   |
| Saint-Barthélemy (dipendente dalla Francia)                            |        | Nessuno                                                                                             | Stemma di Saint-Barthélemy                             |
| Saint-Martin (dipendente dalla Francia)                                |        | Nessuno                                                                                             | Stemma di Saint-Martin                                 |
| Sint Maarten (dipendente dal Regno dei Paesi Bassi)                    |        | Semper Pro Grediens (Latino: Progredendo sempre)                                                    | Stemma di Sint Maarten                                 |
| Saint-Pierre e Miquelon (dipendente dalla Francia)                     |        | A mare labor (Latino) Dal mare travaglio                                                            | Stemma di Saint-Pierre e Miquelon                      |
| Turks e Caicos (dipendente dal Regno Unito)                            |        | One people, one nation, one destiny (Inglese) Un popolo, una nazione, un destino                    | Stemma di Turks e Caicos                               |
| Isole Vergini Americane (dipendente dagli Stati Uniti d'America)       |        | United in Pride and Hope (Inglese) Uniti nell'orgoglio e nella speranza                             | Sigillo delle Isole Vergini Americane                  |
| Isole Vergini Britanniche (dipendente dal Regno Unito)                 |        | Vigilate (Inglese) Vigilate                                                                         | Stemma delle Isole Vergini Britanniche                 |